# Régiment Royal-Picardie cavalerie
Pour les articles homonymes, voir régiment de Foix, régiment d'Armagnac, régiment d'Esclainvilliers et régiment de Vintimille.
« 20e régiment de cavalerie » redirige ici. Pour les autres significations, voir 20e régiment.
Le régiment Royal-Picardie cavalerie est un régiment de cavalerie du royaume de France, de la République française et du Consulat, créé en 1652.

## Création et différentes dénominations
- 16 septembre 1652 : création du régiment de Foix cavalerie
- 20 juillet 1660 : réduit à une compagnie franche
- 7 décembre 1665 : rétablissement du régiment de Foix cavalerie
- 1er juillet 1674 : renommé régiment de Biran cavalerie
- 8 août 1679 : réformé, sa compagnie Mestre de camp étant incorporée dans le régiment Royal-Piémont cavalerie par ordre du 15
- 20 octobre 1683 : rétablissement du régiment sous le nom de régiment d’Armagnac cavalerie, au nom de cette province
- 15 janvier 1684 : renommé régiment de Roquelaure cavalerie
- 10 mai 1691 : renommé régiment d’Esclainvilliers cavalerie
- 1724 : renommé régiment de Peyre cavalerie
- 10 mars 1739 : renommé régiment de Vintimille cavalerie
- 1er février 1749 : renommé régiment de Fumel cavalerie
- 1er décembre 1761 : renforcé par incorporation du régiment de Bourbon-Busset cavalerie et renommé régiment Royal-Picardie cavalerie[1]
- 1er janvier 1791 : renommé 21e régiment de cavalerie
- 1792 : renommé 20e régiment de cavalerie
- 24 septembre 1803 : licencié

## Équipement

### Étendards
4 étendards « de ſoye verte, Soleil d’or au milieu brodé, & frangez d’or ».

Étendards
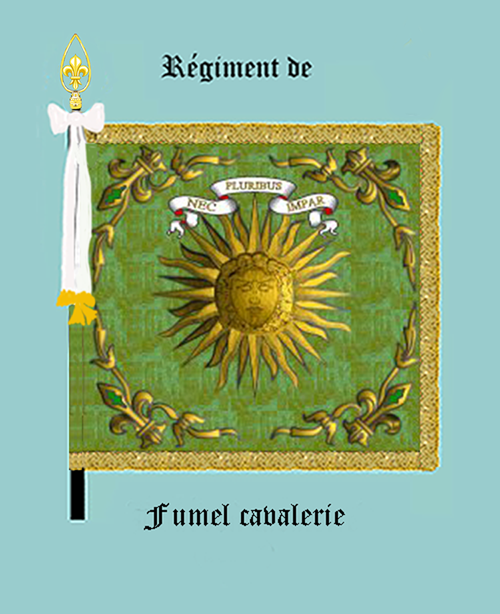
régiment de Fumel cavalerie, avers

### Habillement

Uniformes
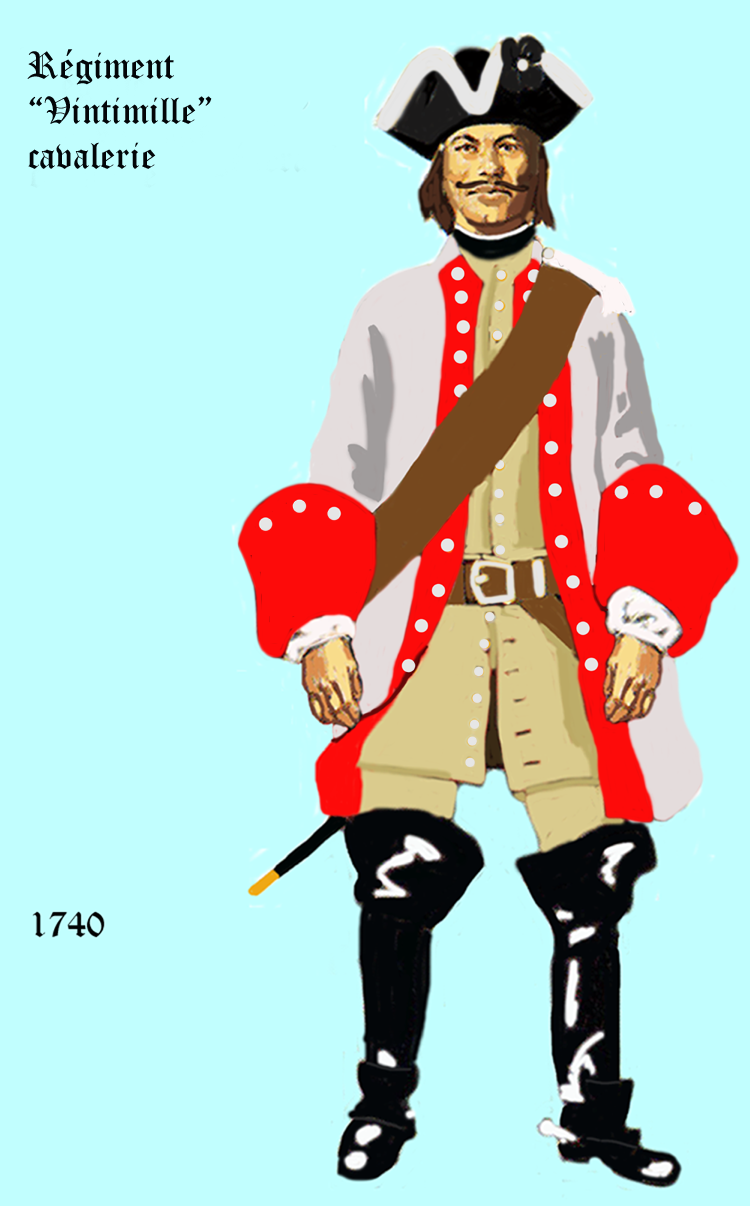
de 1740 à 1757

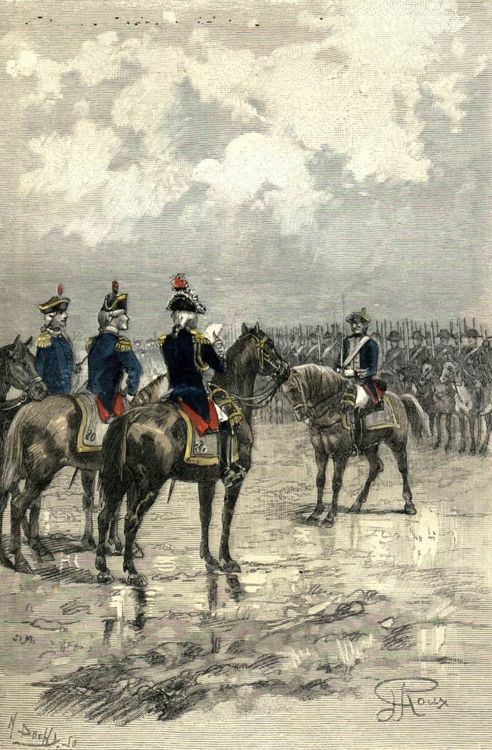
Le Royal-Picardie fut classé 20e régiment de cavalerie. Illustration de George Roux pour Le Chemin de France, nouvelle de Jules Verne.

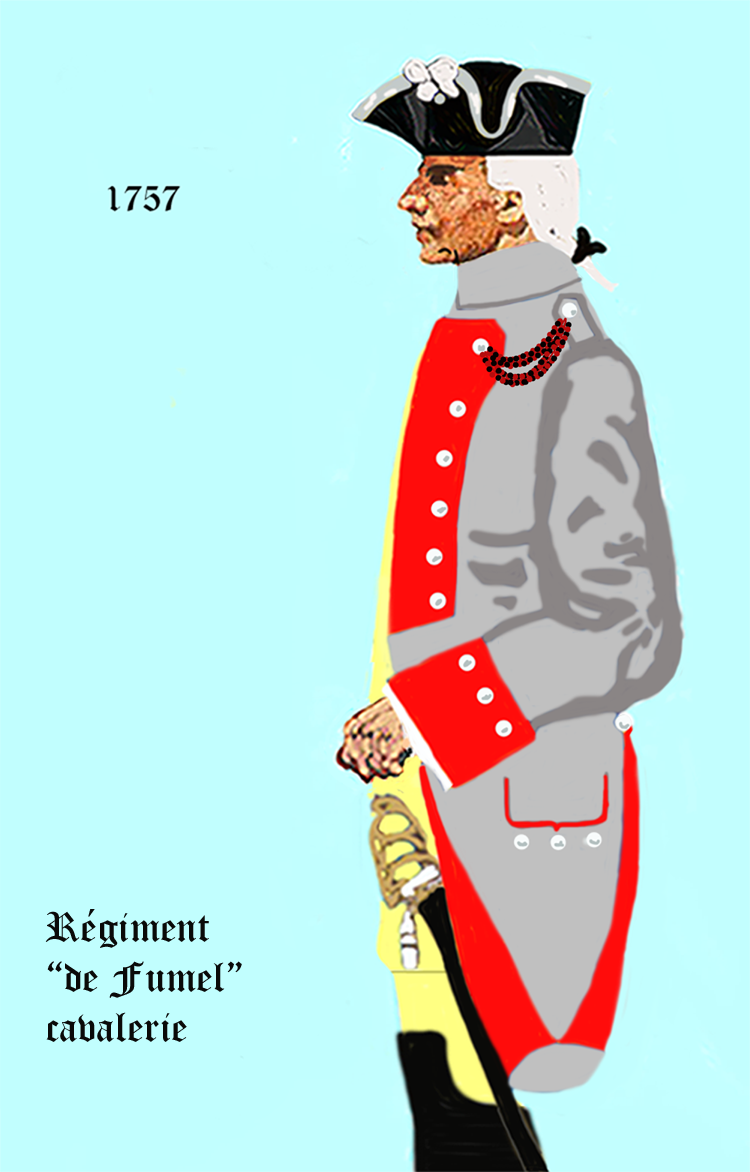
régiment Royal-Picardie cavalerie de 1757 à 1762
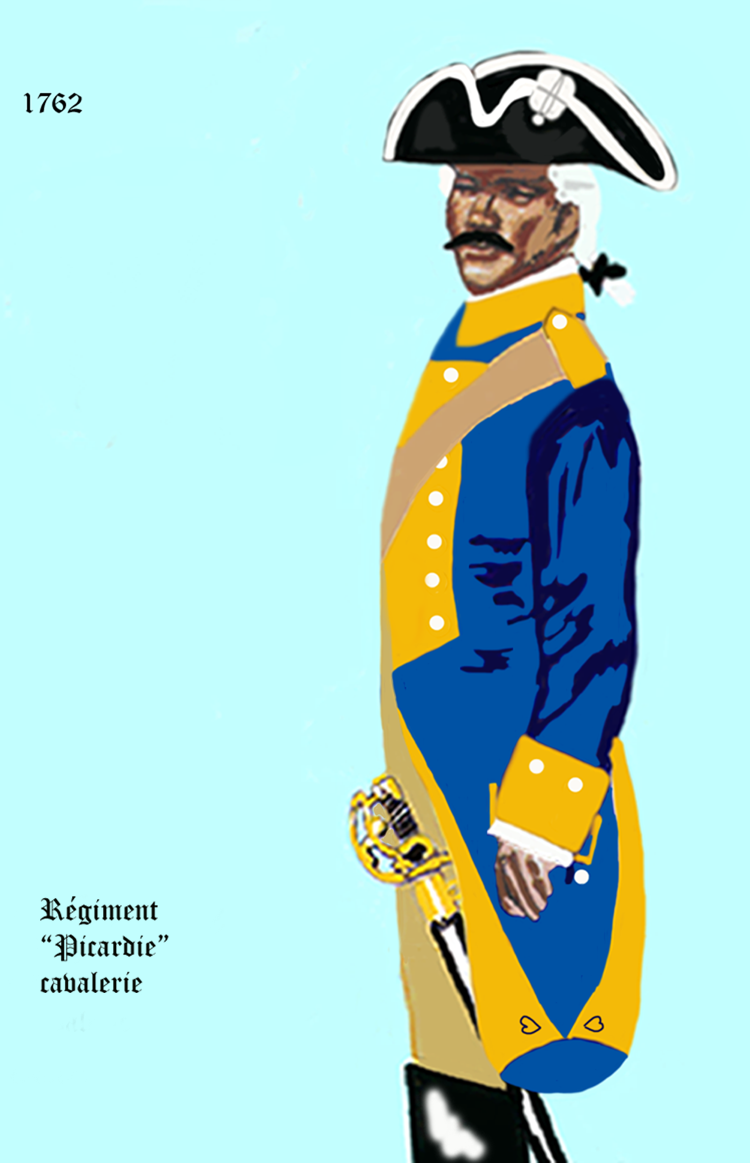
régiment Royal-Picardie cavalerie de 1762 à 1767

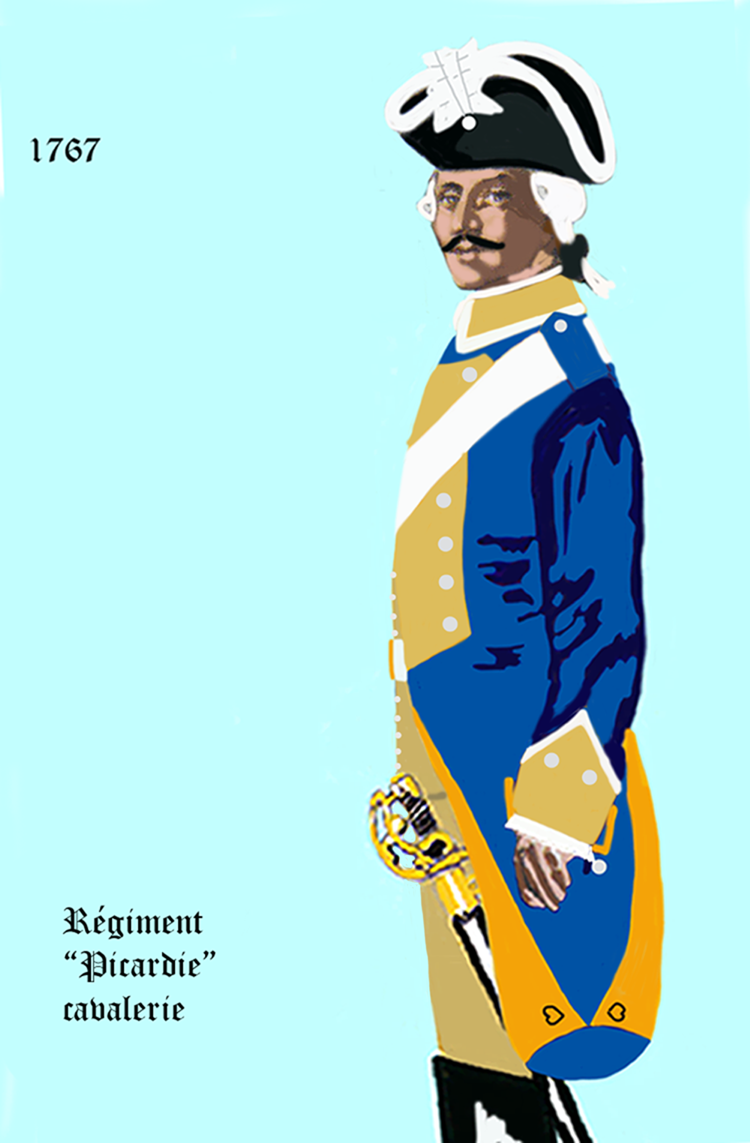
régiment Royal-Picardie cavalerie de 1767 à 1776
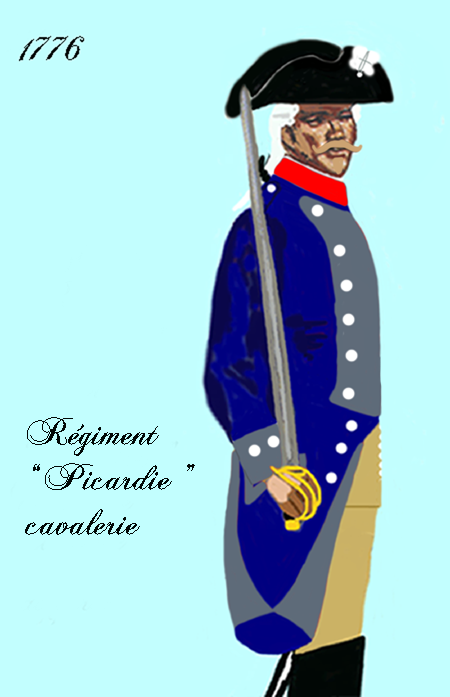
régiment Royal-Picardie cavalerie de 1776 à 1791
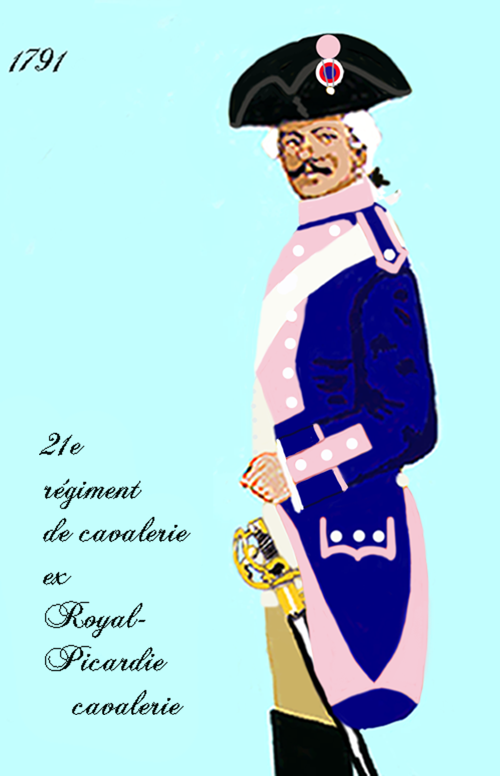
21e régiment de cavalerie de 1791 à 1792, puis 20e régiment de cavalerie

## Historique

### Mestres de camp et colonels
- 16 septembre 1652 : Louis Charles Gaston de Nogaret de Foix d’Epernon, duc de Candalle, † 28 janvier 1658
- janvier 1658 : N. de Nogaret, duc de Foix-Candale
- 1er juillet 1674 : Antoine Gaston Jean-Baptiste de Roquelaure, marquis de Biran puis duc de Roquelaure, brigadier de cavalerie le 26 avril 1689, maréchal de camp le 25 avril 1691, lieutenant général des armées du roi le 3 janvier 1696, maréchal de France le 2 février 1724, † 6 mai 1738
- 10 mai 1691 : Charles Thimoléon de Séricourt, marquis d’Esclainvilliers, brigadier de cavalerie le 3 janvier 1696, maréchal de camp le 10 février 1704, † 1706
- 16 mars 1704 : N. de Séricourt, marquis d’Esclainvilliers
- 1724 : N., comte de Peyre
- 10 mars 1739 : Jean-Baptiste Félix Hubert de Vintimille des comtes de Marseille, comte de Vintimille puis comte du Luc, déclaré brigadier en novembre 1745 par brevet du 1er mai, déclaré maréchal de camp en décembre 1748 par brevet expédié le 10 mai, lieutenant général des armées du roi le 17 décembre 1759, † 1777
- 1er février 1749 : Joseph, marquis de Fumel, brigadier le 10 février 1759, déclaré maréchal de camp en décembre 1762 par brevet expédié le 25 juillet,
- 1er mars 1763 : François, chevalier de Fumel
- 24 mars 1769 : Jean Anaclet, comte de Bassompierre
- 10 mars 1788 : Henri, marquis de Lostanges
- 21 octobre 1791 : Joseph François Régis Camille Serre de Gras
- 5 février 1792 : Antoine de Wardner
- 7 mars 1792 : Othon Grégoire Benoît de Lostende
- 1er août 1792 : Jean Louis La Roque
- 8 mars 1793 : Jean-Baptiste Sébastien Le Comte
- 25 juin 1793 : Jean Louis Augustin Robe de Moineuse
- 15 juillet 1793 : Pierre Mervan
- 6 avril 1794 : François d’Argeant
- 24 août 1799 : N. Ruffé

### Campagnes et batailles

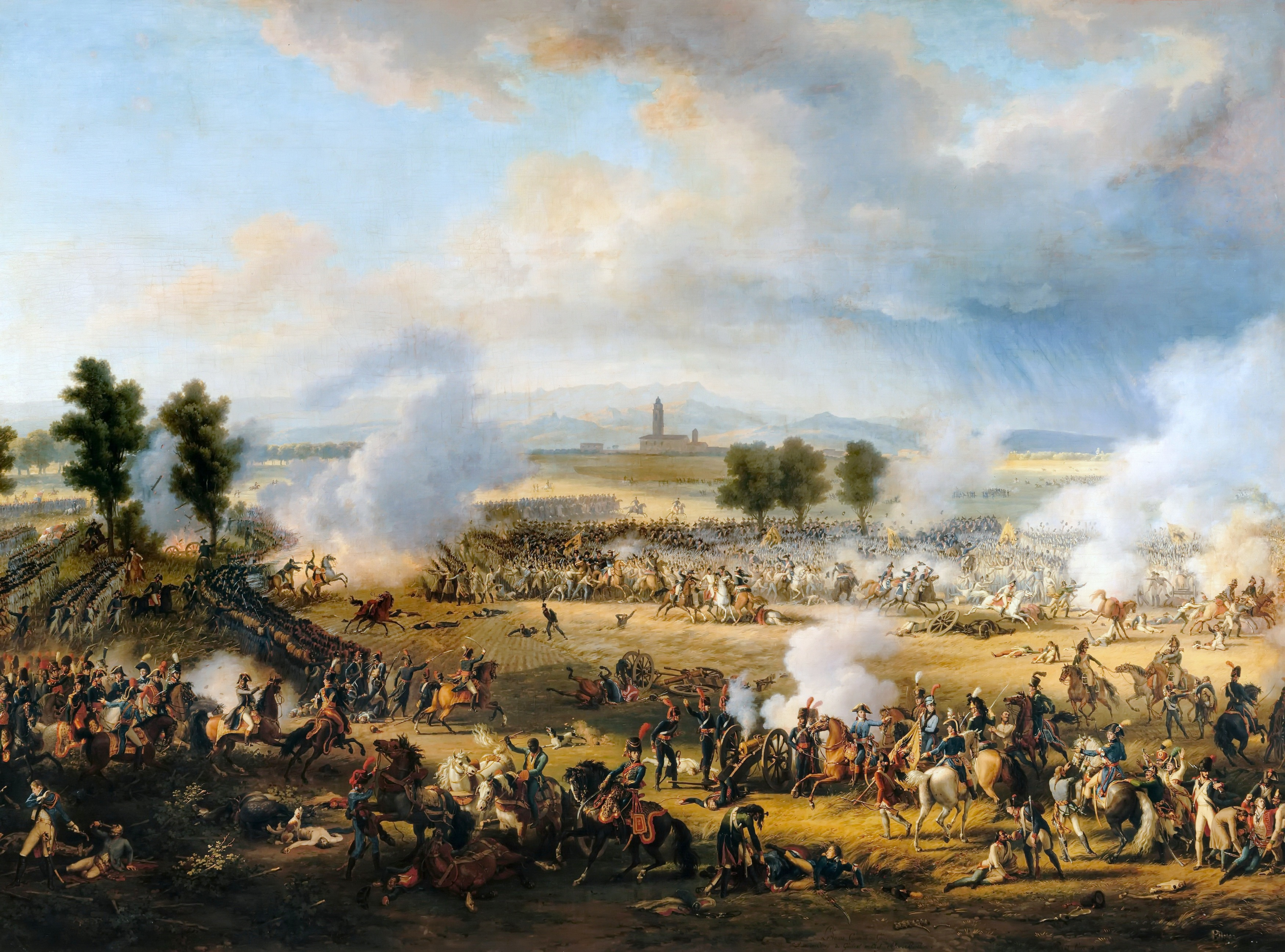
Bataille de Marengo, huile sur toile de Louis François Lejeune.

Le 20e régiment de cavalerie a fait les campagnes de 1792 à 1794 à l’armée du Nord.
Campagnes des ans VIII et IX aux armées de réserve et d’Italie. Faits d’armes : ce régiment est un des trois qui enveloppèrent, à la bataille de Marengo, le 14 juin 1800, six bataillons de grenadiers autrichiens, et qui leur firent mettre bas les armes. 
Licencié en l’an XI, ce corps fut incorporé dans le 2e de carabiniers, le 12e de cuirassiers, les 22e et 23e de dragons.

### Quartiers
- Gray[2]